# Microchilus brunnescens
Microchilus brunnescens är en orkidéart som beskrevs av Paul Ormerod. Microchilus brunnescens ingår i släktet Microchilus och familjen orkidéer. Inga underarter finns listade i Catalogue of Life.